# Tribunal judiciaire de Bordeaux
Pour les articles homonymes, voir Palais de justice de Bordeaux.
Le tribunal judiciaire de Bordeaux, anciennement tribunal de grande instance, est une juridiction du premier degré de l'ordre judiciaire. Il est situé à Bordeaux, dans le nouveau palais de justice, réalisé en 1998 par le cabinet d'architectes Richard Rogers, auteur du centre Pompidou à Paris.
L'édifice a été labellisé Patrimoine du XXe siècle en 2007.

## Localisation
Le tribunal est situé dans l'îlot judiciaire de Bordeaux, qui comprend aussi la Cour d'appel (dans l'ancien palais de justice), et l'École nationale de la magistrature. Cet îlot, initialement dessiné en 1846 par Joseph-Adolphe Thiac, qui comprenait aussi une prison, se trouve à l'emplacement de l'ancien fort du Hâ, dont il ne subsiste que deux tours, augmentée d'un troisième, nouvelle et carrée, disposée à l'angle de la place Pey-Berland.

## Histoire
Le nouveau palais de justice, abritant le tribunal judiciaire (anciennement tribunal de grande instance), a été réalisé en 1998 par le cabinet d'architectes Richard Rogers à l'époque où se tenait dans l'ancien bâtiment le procès Papon. Il est inauguré en 1998 par Alain Juppé, maire de Bordeaux.

## Architecture
Le bâtiment présente une architecture audacieuse symbolisant la transparence de la justice. Construit autour des idées d'ouverture et d'accessibilité, le bâtiment affiche clairement sa fonction et son organisation.
Les salles d'audience sont des coques de bois, en lévitation sur des coupelles de béton et protégées par une immense cage de verre à contreventement par raidisseurs en verre. La forme de ces coques de bois est sujette à interprétation. Elles peuvent évoquer des ruches, des graines, des cuves vinicoles.

L'éclatement des raidisseurs de verre de la façade a nécessité leur remplacement par des haubans d'acier en 1999. À cause de problèmes électriques, une salle d'audience a été détruite par un incendie en 2010. La chute de parements de bois tapissant l’intérieur d'une salle d'audience a nécessité leur révision et leur fixation en 2017. L'ensemble du système de ventilation a été revu en 2018.

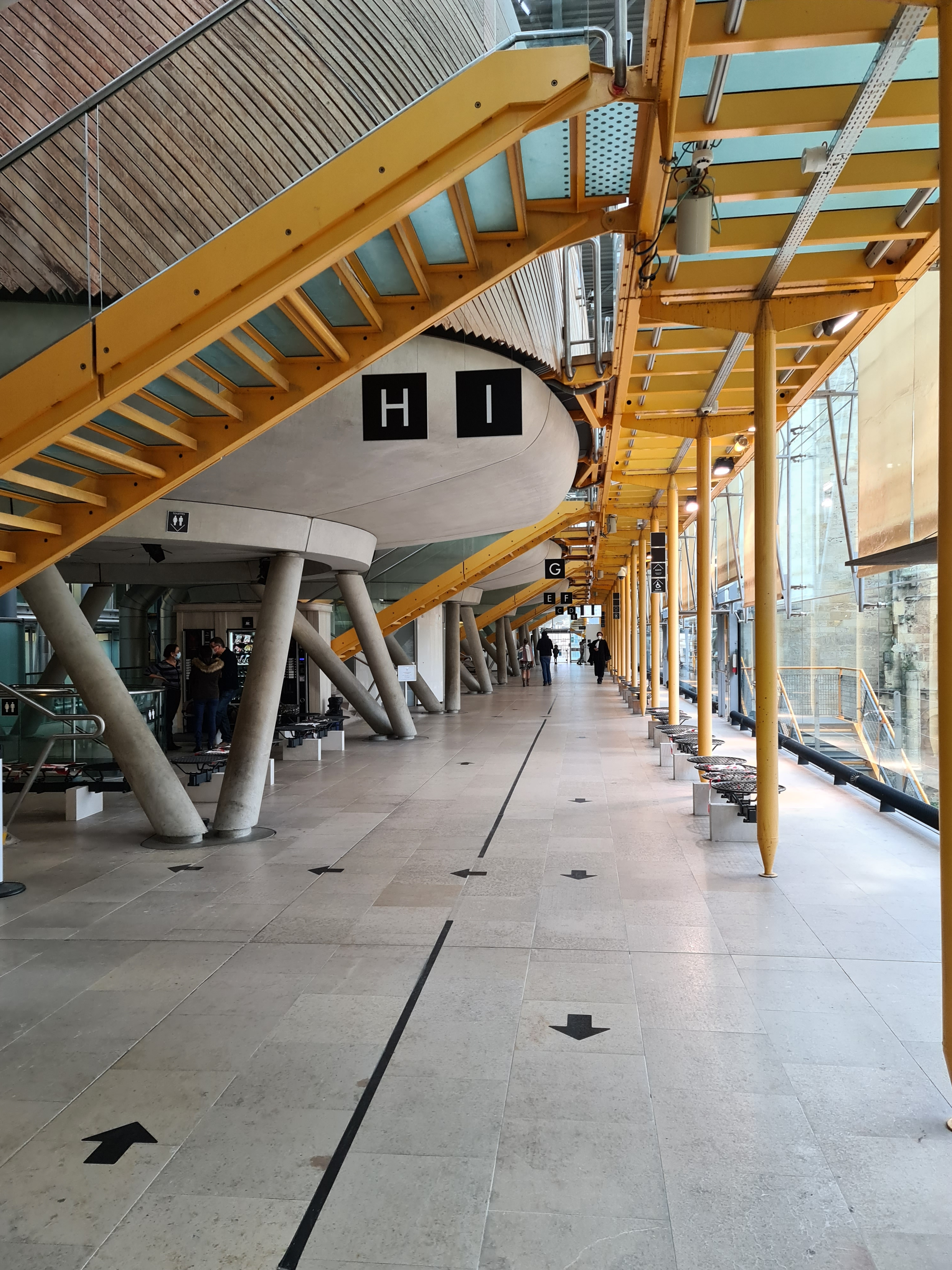
Salle des pas perdus.
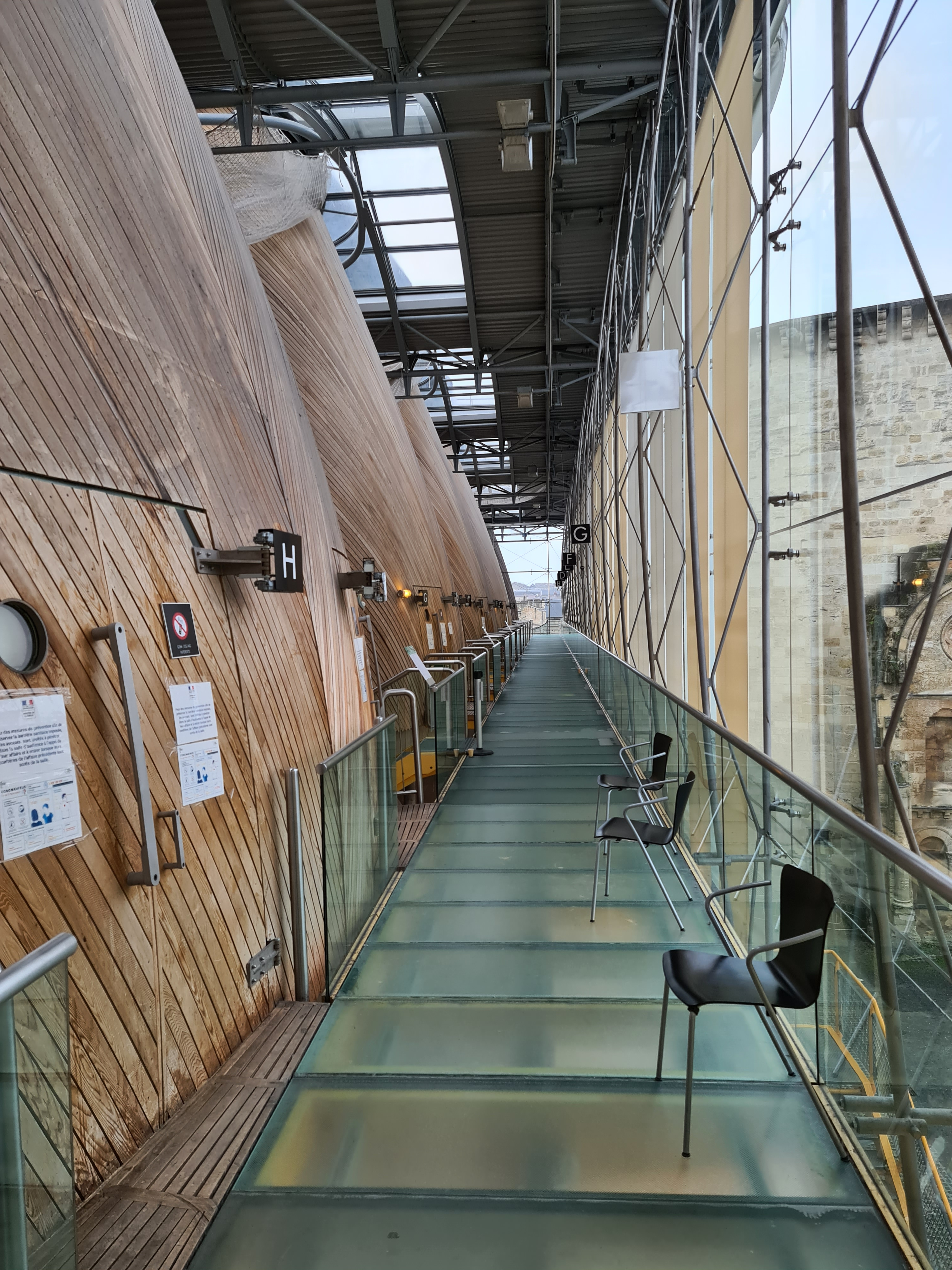
Salles d'audience du tribunal judiciaire.
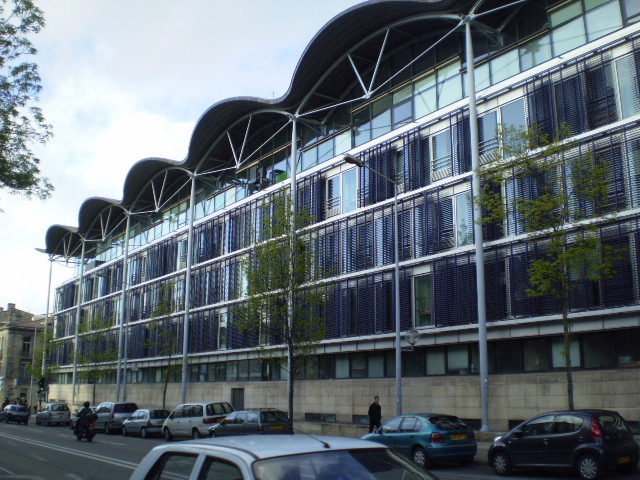
Arrière du bâtiment.

## Affaires célèbres
- Procès Papon (1998).